# 平間淳
平間 淳（ひらま じゅん、1964年 - ）は、日本の映画監督。宮城県柴田郡柴田町出身。
嘗ては佐藤正宏・久本雅美・柴田理恵・すずまさ・なんきん・梅垣義明らが所属している喰始主宰劇団「WAHAHA本舗」の裏方兼役者として活動していた。
主な監督作品は「冬の幽霊たち　ウィンターゴースト」（2004年）や「そして天使は歌う　ぼ・ぼ・僕らは正義の味方」（1997年）など。